# 30過ぎたらよっといで
「30過ぎたらよっといで」は、かつて存在した30代以上を対象とするインターネット上のコミュニケーションサイト。株式会社ピーソフのover30事務局が運営していた。

## 概要
1996年9月、30代以上のユーザー同士の出会いを目的とするコミュニケーションサイトとして開設。10代、20代のネットユーザーが多い1990年代後半、若年層の輪に入って行きにくい30代ユーザーも気軽に利用できるサイトとされた。
コンテンツには「掲示板」と「チャット」があり、両者を合わせて「over30club」という名称がついている。 参加にはユーザ登録が必要だが、チャットの一部は登録しなくても使用できる。

## 歴史
開設は1996年9月。当時のコンテンツは「何でも話そう」と「まだこれから」という2つの掲示板であった。
その後、「何でも話そう」は「何でも話そう2」になり、「女と男しかいないんだから」「こんぷ～たなんて」の2つの掲示板が追加された。
さらに、1999年5月の時点では、出会いコーナー「まだこれから」と「私の街へ来てみませんか？」、談話コーナー「私の好きなものは」「何でも話そう2」「女と男しかいないんだから」「おふかいすなわち」「こんぷ～たなんて」「こう見えてもわれら事業主」などの掲示板があった。
2008年11月時点では、「ども、よろしくです」「女と男がいるから」を加え掲示板は8つである。
2020年8月頃にサイトが閉鎖された。

## オフ会
掲示板「こんぷ～たなんて」でオフ会をやろうという話が出て、第1回のオフ会が1997年6月28日(土)に愛知県一宮市で開催された。その後、東京、大阪、名古屋を中心に全国各地でオフ会が開催された。一時期はオフ会は盛り上がっていたが、2007年を最後にオフ会参加者の公募はされていない。